# Hoessein Mohammad Ershad
Hussain Muhammad Ershad (Dinhatta (Brits-Indië), 1 februari 1930 – Dhaka, 14 juli 2019) was een Bengaals politicus. Hij was de 10e president van Bangladesh.

## Levensloop
Ershad verhuisde in 1947 met zijn ouders naar Oost-Pakistan, het huidige Bangladesh. Hij studeerde in 1950 af aan de Universiteit van Dhaka en nam dienst bij het leger. Hij klom door de jaren op in de rangen en leidde anno 1971 een eigen regiment. Na het uitbreken van de Bengaalse Onafhankelijkheidsoorlog in 1971 werd Ershad krijgsgevangen genomen door Pakistan, samen met andere officieren die in West-Pakistan gestationeerd waren. Na het Verdrag van Shimla dat in 1973 gesloten werd door de Pakistaanse president Zulfikar Ali Bhutto en de Indiase premier Indira Gandhi, keerde Ershad na huis terug.
President Mujibur Rahman benoemde Ershad na zijn thuiskomst tot adjudant-generaal van het Bengaalse leger. De Bengaalse politiek werd beheerst door veel verschillende facties die moeilijk met elkaar samen werkten. Rahman werd in augustus 1975 vermoord en in de periode daarna volgde verschillende coups elkaar op. In 1977 kwam Ziaur Rahman aan de macht. Hij promoveerde Ershad tot hoofd van de Bengaalse strijdkrachten.
Na een geslaagde aanslag op 30 mei 1981 op Rahman bleef Ershad loyaal aan de regering. Het leger verhinderde de staatsgreep onder leiding van generaal Abul Manzoor. De nieuwe president Abdus Saltar leidde zijn partij de Bengaalse Nationalistische Partij (BNP) in 1982 na een grote overwinning. Er was echter veel onvrede over zijn beleid en de druk op het leger nam toe om in te grijpen. Ershad kwam in maart 1982 aan de macht na een geweldloze staatsgreep. In eerste instantie werd de rechter Abul Fazal Mohammad Ahsanuddin Chowdhury benoemd als president, maar anderhalf jaar later schoof Ershad hem aan de kant ten faveure van zichzelf en schortte tegelijkertijd de grondwet en alle politieke partijen op.
Als president deed Ershad voorstellen waardoor het land verder wegschoof van het socialisme. Zo maakte hij het voor veel meer boeren mogelijk om grond van de overheid te pachten. Ook keurde hij amendementen op de grondwet goed, hoewel deze later tenietgedaan werden, waardoor de islam werd uitgeroepen tot staatsreligie. Hij vormde zijn eigen partij. De Janaty Partij was een bonte verzameling van linkse en rechtse facties die de regering steunden. Na verloop van tijd werden andere partijen ook weer toegestaan.
De regering besloot voor 1986 nieuwe verkiezingen uit te roepen. Ershads belangrijkste concurrent was de Awami Liga, die geleid werd door Sjeik Hasina Wazed, de dochter van Sheik Mujibur Rahman. De BNP besloot de verkiezingen te boycotten. Op de verkiezingsdag zelf waren er veel meldingen van fraude. Na het tellen van de stemmen bleek de Janaty Partij van Ershad een absolute meerderheid te hebben. Twee jaar later werden er opnieuw verkiezingen uitgeroepen die ditmaal zowel door de Awami Liga als door de BNP als door Jamaat-e-Islami (de grootste moslimpartij) werden geboycot. Daardoor vergrootte de Janaty Partij wel haar meerderheid in het parlement.
Ershad stemde er in 1988 mee in dat het Bengaalse leger mocht deelnemen aan vredesmissies van de Verenigde Naties. Onder zijn regime was sprake van corruptie en mensenrechtenschendingen. Daarmee verschilde hij niet veel van zijn voorgangers en de presidenten die hem kwamen.
Binnen de Bengaalse samenleving groeide het verzet tegen Ershad. De grootste oppositiepartijen organiseerde massaprotesten en grote stakingen. Aan het begin van de jaren negen, na het einde van de Koude Oorlog, verloor Ershad de steun van westerse landen. Ook het leger steunde hem niet langer. Onder die druk besloot Ershad op 6 december 1990 af te treden. Hij benoemde de opperrechter van het Hooggerechtshof Shahabuddin Ahmed als zijn tijdelijke opvolger, zodat deze democratische verkiezingen kon voorbereiden. Ahmed plaatse zijn voorganger direct onder arrest. Ondanks zijn gevangenschap haalde zijn partij bij de verkiezingen nog altijd meer dan 10 procent van de stemmen. Hijzelf werd ook gekozen in het parlement. Ershad werd wegens corruptie veroordeeld en zat gevangen tot 9 januari 1997 en werd vrijgelaten nadat hij zijn onvoorwaardelijke steun voor de Awami Liga had uitgesproken.
Ook na zijn vrijlating bleef Ershad als voorzitter van de Janaty Partij een belangrijke rol spelen binnen de Bengaalse politiek. Zijn band met de Awami Liga verslechterde omdat er nog steeds onderzoeken wegens corruptie liepen. Van november 2000 tot april 2001 zat hij opnieuw gevangen. Ershad zocht daarom de samenwerking met zijn voormalige concurrent Khaleda Zia van de BNP en vormde een antiregeringscoalitie. In de jaren daarna was er sprake van wisselende coalities en hengelden zowel de BNP als de Awami Liga naar Ershads steun op momenten dat het hun uitkwam.

## Persoonlijk
Ershad is met drie vrouwen getrouwd (de islam staat toe dat een man met maximaal vier vrouwen tegelijkertijd is getrouwd). Met Rowshan Ershad kreeg hij twee kinderen. Rowshan werd in 1991 gekozen in het parlement. Zij leidde de Janaty Partij bij de verkiezingen van 2014.
Zijn tweede huwelijk met Bidisha eindigde in een scheiding nadat bekend werd dat zij eerder was getrouwd en officieel nooit gescheiden was. Een derde vrouw Marieum Mumtaz genaamd diende vanuit de Verenigde Staten een verzoek tot scheiding in, omdat Ershad haar in de steek zou hebben gelaten.